# Samir Cavadzadə

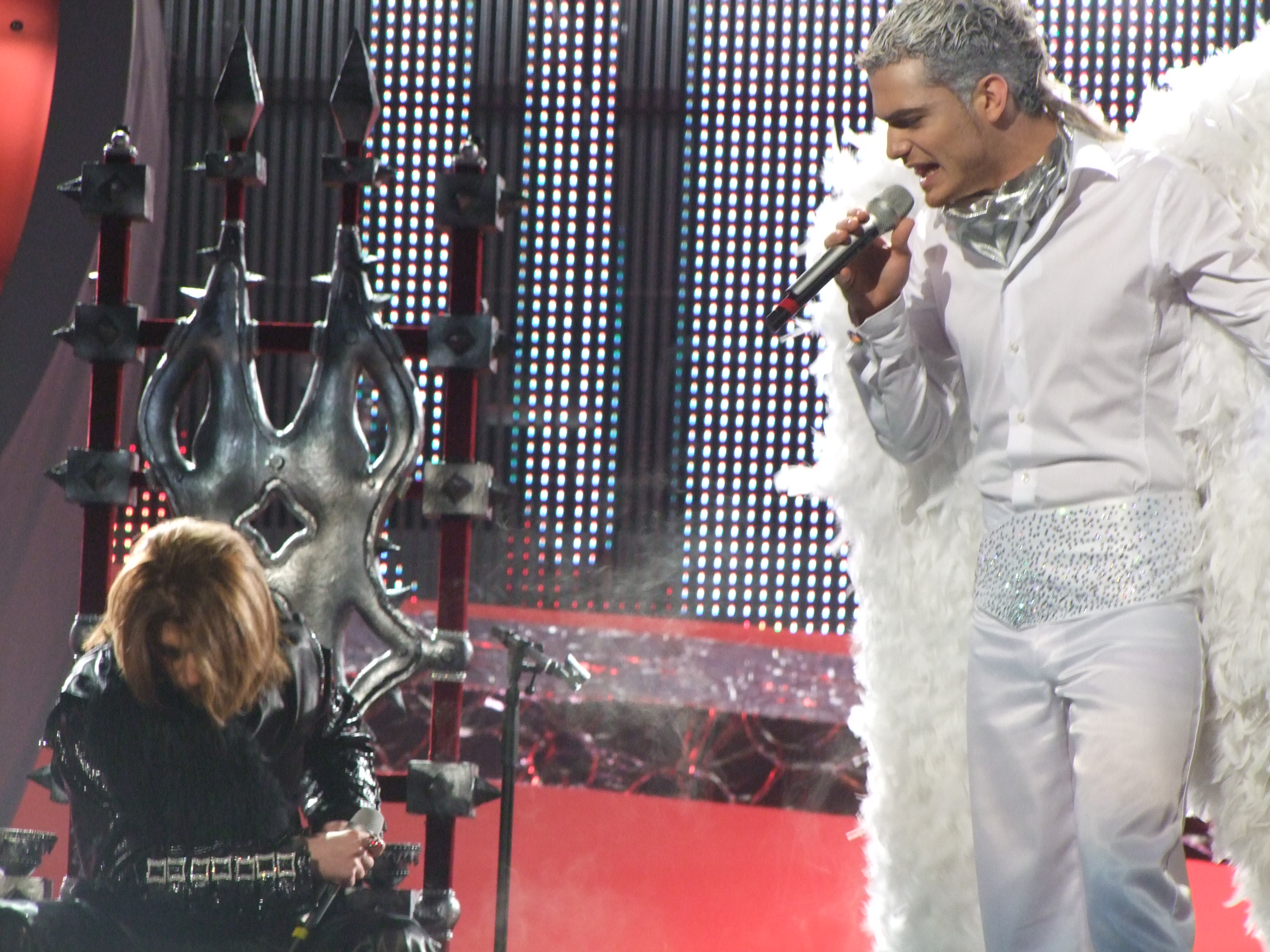
Samir Javadzade (links) gemeinsam mit Elnur Hüseynov im Halbfinale des Eurovision Song Contest 2008

Samir Cavadzadə (bzw. Javadzade; * 16. April 1980 in Baku) ist ein aserbaidschanischer Sänger. Er vertrat Aserbaidschan beim Eurovision Song Contest 2008.

## Biografie
Samir Cavadzadə schrieb sich 1997 an der Wirtschaftsuniversität Baku am Institut für Internationale Wirtschaftsbeziehungen ein. 1998 wechselte er für drei Jahre zu einer Musikschule. In dieser Zeit spielte er in der Band Sharon.

## Teilnahme am Eurovision Song Contest
Am 2. Februar 2008 gewann Cavadzadə zusammen mit Elnur Hüseynov die aserbaidschanische Vorentscheidung zum Eurovision Song Contest 2008 (ES), Land of Fire, mit dem Song Day after day. Cavadzadə und Hüseynov traten dabei als Engel (Hüseynov) und Teufel (Cavadzadə) auf. Im ersten Halbfinale des ESC am 20. Mai 2008 gelang es beiden, sich unter die beliebtesten zehn Beiträge zu platzieren, was den Einzug in das vier Tage später stattfindende Finale bedeutete, wo sie beim Sieg des Russen Dima Bilan einen achten Platz belegten.